# Pseudolechriops
Pseudolechriops ist eine Gattung der Käfer aus der Familie der Rüsselkäfer (Curculionidae). Sie wurde 1906 anhand von zwei Individuen der Art Pseudolechriops megacephala durch George Charles Champion beschrieben. Mittlerweile sind etwa 20 Arten bekannt. Die Verwandtschaftsverhältnisse der Gattung innerhalb der Unterfamilie der Conoderinae sind noch nicht hinreichend untersucht. Die Tiere kommen in der Neotropis vor, in der auch ihre Nahrungspflanzen, die Ameisenbäume (Cecropia) wachsen.

## Merkmale
Die Käfer haben einen breiten Kopf und ein fast gerades, abgeflachtes Rostrum (lat.: „Rüssel“). Der Halsschild ist kurz und nahezu zylindrisch geformt. Die Facettenaugen weisen einen relativ großen Abstand zueinander auf. Die Geschlechter der meisten Arten können anhand von äußerlichen Merkmalen unterschieden werden.
Innerhalb der Gattung unterscheidet man zwei Gruppen von Arten. Die Megacephala-Gruppe, die die Art Pseudolechriops megacephala beinhaltet, umfasst meist schwarz gefärbte Tiere, deren Körper in der Aufsicht die Form eines Rhombus hat. Die Tibien der Hinterbeine sind seitlich abgeflacht und im hinteren Teil mehr oder weniger bogenförmig gekrümmt. Die Männchen unterscheiden sich von den Weibchen durch ihr unterschiedlich geformtes Rostrum. Die Vertreter der Coleyae-Gruppe sind meist rotbraun gefärbt und haben einen schlankeren Körperbau als die Arten der anderen Gruppe. Die Tibien der Hinterbeine sind bei ihnen nahezu zylindrisch geformt und die Männchen haben im Vergleich zu den Weibchen entweder gleich oder fast gleich geformte Rostren. Die beiden Gruppen scheinen sich morphologisch soweit voneinander zu unterscheiden, dass sie als eigene Gattungen betrachtet werden könnten, aber nicht nur, dass die Larven in ihrer Lebensweise sehr ähnlich sind, besitzt die Art Pseudolechriops klopferi Merkmale beider Gruppen. Die Arten innerhalb der beiden Gruppen können vor allem durch ihre Behaarung, die Färbung der Beine und die Form der Rostren unterschieden werden.
Pseudolechriops imitiert vermutlich das Aussehen von Azteca-Ameisen, die auf den Ameisenbäumen leben. Sie haben nicht nur eine deutliche Ähnlichkeit zu diesen, sondern sind auch oft zwischen ihnen auf der Blattunterseite sitzend zu finden.

## Lebensweise
Larven aller bekannten Arten ernähren sich von frischen oder abgestorbenen Blattstielen der Ameisenbäume. Fast alle Arten der Bäume leben in einer Myrmekophylaxis genannten Symbiose mit Ameisen, insbesondere der Gattung Azteca. Die Pflanzen bilden unter anderem protein- und fettreiche Müller’sche Körperchen an den Haarpolstern (Trichilium) der Unterseite der Blattansätze aus, welche von den Ameisen gefressen werden. Die Imagines der Käfer halten sich bevorzugt auf der Blattunterseite von frischen Blättern auf und sind seltener fressend an den Müller’schen Körperchen zu finden.
Die einzelnen Arten der Pseudolechriops sind stark an jeweils nur eine Art der Ameisenbäume angepasst. Lediglich Pseudolechriops howdenorum wurde an trockenen Stängeln von zwei Arten, nämlich Cecropia insignis und Cecropia obtusifolia gefunden. Darüber betrifft die Spezialisierung das Alter der Pflanzen. Beschädigungen verursacht von Pseudolechriops wrightae konnten beispielsweise an etwa 60 % der Stängel alter Pflanzen von Cecropia hispidissima gefunden werden, an jungen fand man keine. Bei Cecropia obtusifolia verhielt sich  Pseudolechriops coleyae genau umgekehrt, nur an jungen Pflanzen fand man ihre Spuren. Die Auswahl anhand des Alters der Bäume dürfte mit der Lebensweise der Azteca-Ameisen zusammenhängen, aber genaue Zusammenhänge sind noch unerforscht.
Anhand der Lebensweise der Larven in abgestorbenen oder frischen Blattstielen unterscheiden sich die beiden oben genannten Gruppen erneut.
Die Weibchen der an frischen Stängeln lebenden Arten legen ihre Eier in etwa 0,25 Millimeter im Durchmesser messende Einkerbungen, die direkt am Trichilium junger Blätter in die Stängel gefressen werden. Man fand pro Stängel ein bis vier gelegte Eier bzw. Larven im ersten Stadium, ausgewachsene Larven findet man aber immer alleine. Dies lässt vermuten, dass ältere Larven miteinander solange konkurrieren, bis nur eine übrig bleibt. Dies ist aber ebenso unklar wie die Frage, ob die Eier von verschiedenen, oder demselben Weibchen gelegt werden, wobei ersteres wahrscheinlicher ist. Die Larven leben innerhalb der Stängel, in denen sie auf und ab wandern und auf ganzer Länge das nährstoffarme Gewebe bzw. Mark fressen. Gelegentlich werden auch angrenzende, nährstoffreichere Zellen gefressen. Das Blatt wird durch den Fraß nicht beeinträchtigt. Die Entwicklung der Tiere dauert in etwa drei Monate, drei bis vier Monate beträgt auch die durchschnittliche Lebensdauer eines Ameisenbaumblattes. Vor der Verpuppung wird eine Puppenkammer gebaut, die an beiden Seiten durch Kot verschlossen wird. Dabei kann sich diese Kammer entlang des gesamten Stängels befinden.
Die Larven von an abgestorbenen Stängeln lebenden Arten leben nicht entlang des gesamten Stängels, sondern überwiegend in dessen verdickter, holziger Basis. Die holzigen Stiele älterer Blätter verrotten deutlich langsamer und bieten auch mehr Schutz vor Fressfeinden, weswegen diese bevorzugt werden. Die Puppekammer wird auch in der Stängelbasis gebaut.

## Referenzen
- Henry A. Hespenheide, Louis M. Lapierre: A review of Pseudolechriops Champion (Coleoptera: Curculionidae: Conoderinae), Zootaxa, Band 1384, S. 1–39, 2006, ISSN 1175-5326 (Online: pdf)